# Буньковщина
Буньковщина (бел. Бунькаўшчына) — посёлок в Кричевском районе Могилёвской области Белоруссии. Входит в состав Бельского сельсовета.

## География
Посёлок находится в северо-восточной части Могилёвской области, в пределах Оршанско-Могилёвской равнины, вблизи государственной границы с Российской Федерацией, к западу от реки Сож, на расстоянии примерно 11 километров (по прямой) к северо-северо-востоку (NNE) от Кричева, административного центра района. Абсолютная высота — 164 метра над уровнем моря. К западу от населённого пункта проходит республиканская автодорога Р15.
Климат посёлка характеризуется как влажный континентальный (Dfb в классификации климатов Кёппена).

## История
27 сентября 2024 года Лобковичский сельсовет Кричевского района Могилёвской области переименован в сельсовет «Бельскі» (на русском языке – «Бельский»).

## Население

### Численность
- 2009 год — 24 жителей

### Динамика
- 2009 год — 24 жителей